# Muntanyes Gaoligong
Les muntanyes Gaoligong —高黎贡山 en (xinès); Gāolígòng Shān en pinyin— són una serralada part de la serralada de les Hengduan meridionals, a les terres altes de Yunnan occidental i que es troben a la frontera a cavall entre el sud-oest de la Xina i el nord de Myanmar (Birmània).

## Geografia

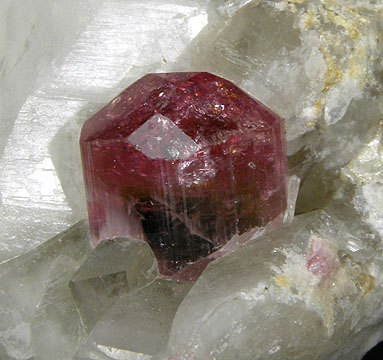
Turmalina de les muntanyes Gaoligong

Les muntanyes Gaoligong segueixen el llarg de la riba occidental del Valle del Nujiang des del comtat de Gongshan fins a la prefectura de Dehong, una distància d'uns 500 km. Constitueixen la divisòria entre les conques del Nujiang (riu Salween) i el riu Irauadi. El pic principal és el Ga her (嘎普), de 5128 msnm.
Les muntanyes contenen part de la ecoregió, boscos mixts i de coníferes alpines, de la gola Nujiang Langcang.

## Reserva natural nacional de Gaoligongshan
La Reserva natural nacional de Gaoligongshan està formada per tres àrees diferents.
Una part es troba al centre-sud de la serralada i s'estén per una superfície de 120.000 ha. Amb aproximadament 9 km d'ample, aconsegueix més de 135 km de nord a sud — creuant parts del comtat de Lushui, la ciutat de Baoshan i el comtat de Tengchong. Una altra gran part de la reserva és la zona de Dulongjian, a l'oest de Gongshan, i llar del poble derung. El pic més alt dins de la reserva és el Wona amb 3.916 msnm d'altitud.
El 1983, es va establir aquesta reserva natural nacional, i el 1992, el Fons Mundial per la Natura, el va designar amb el grau A de protecció. El 2000, la UNESCO ho va acceptar com a reserva de la biosfera.
La reserva és part de la zona protegida Tres rius paral·lels de Yunnan, establerta el 2003, i com a tal un lloc Patrimoni de la Humanitat declarat per la UNESCO.

## Biodiversitat
Les muntanyes Gaoligong constitueixen un hàbitat ideal per a un gran nombre d'espècies, com ara: el tigre, el lleopard, el gibó huloc, el macaco ursí, el gat daurat, el sambar, etc. Entre les aus destaquen el faisà de cua blanca, l'àguila reial, el paó verd, lloros, una àmplia varietat de tords negres, etc. Les muntanyes també són conegudes per les troballes d'algunes espècies fòssils remarcables, com per exemple, antílops prehistòrics. Quant recursos forestals la zona és igualment molt rica, amb una extraordinària distribució i diversitat d'espècies vegetals.